# Выбор критиков (кинопремия, 2021)
26-я церемония премии «Выбор критиков» состоялась 7 марта 2021 года. Ведущим церемонии был американский актёр и продюсер Тэй Диггз. Номинанты были объявлены 8 февраля 2021 года.

## Победители и номинанты

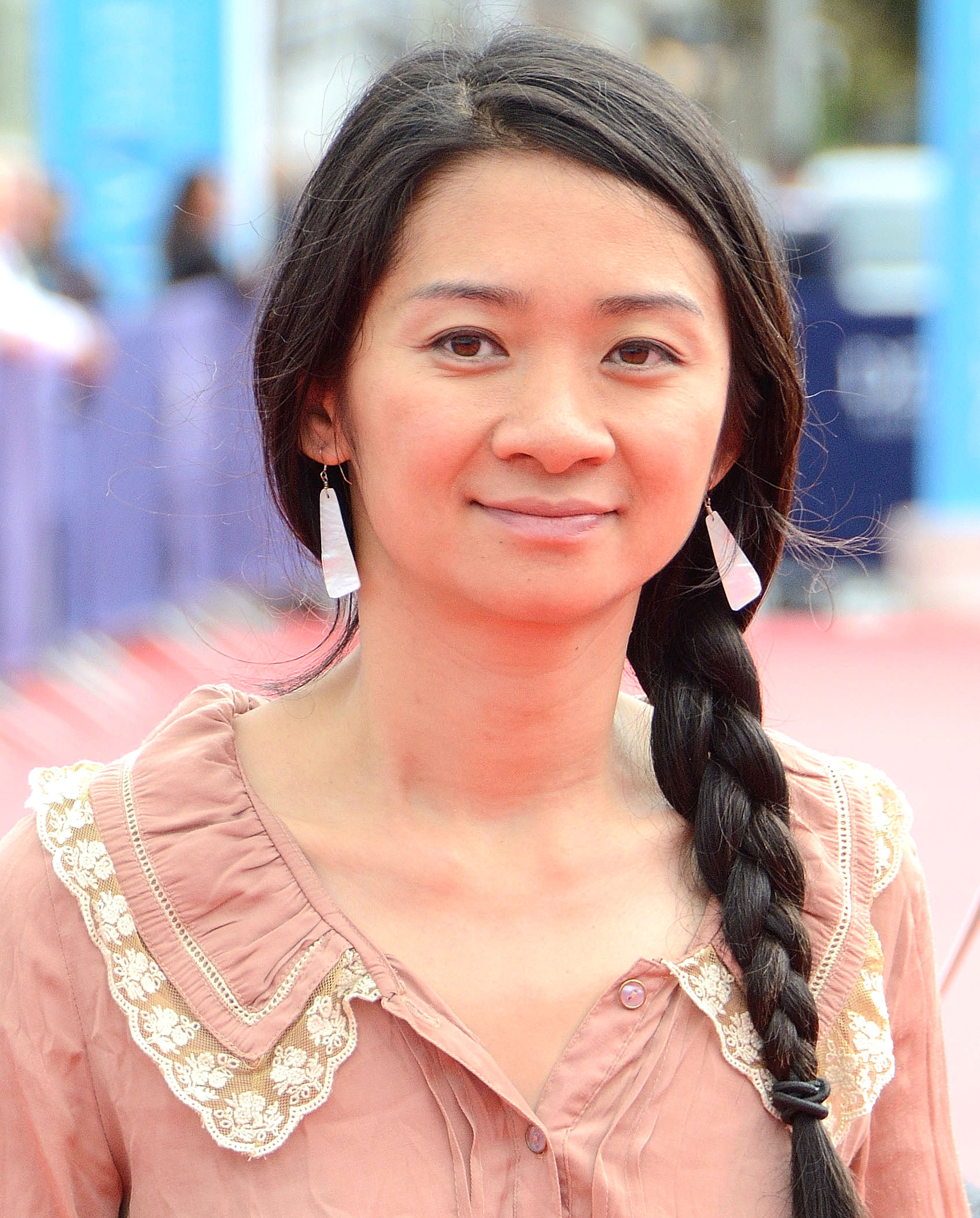
Хлоя Чжао, лучший режиссёр

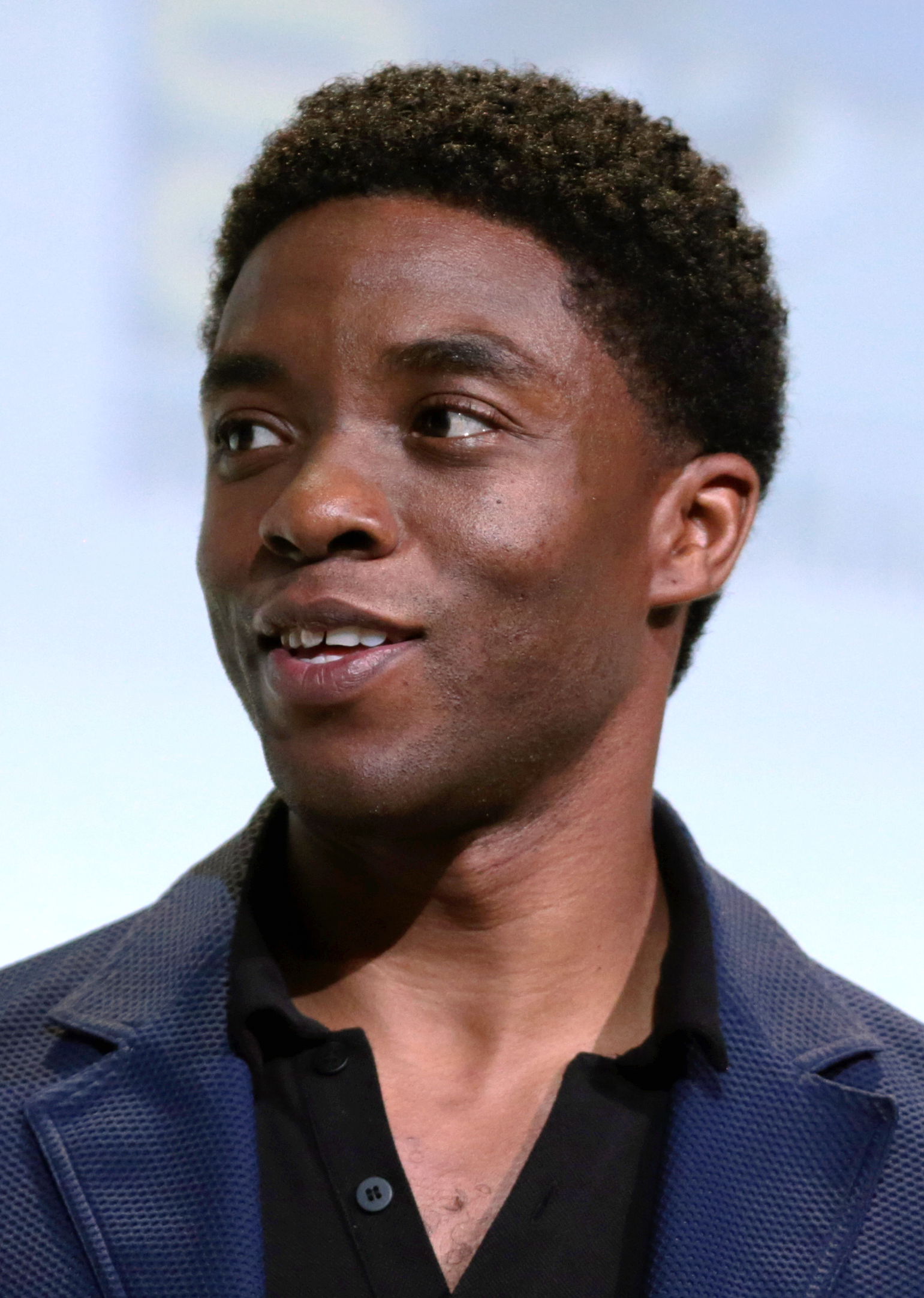
Чедвик Боузман, лучшая мужская роль

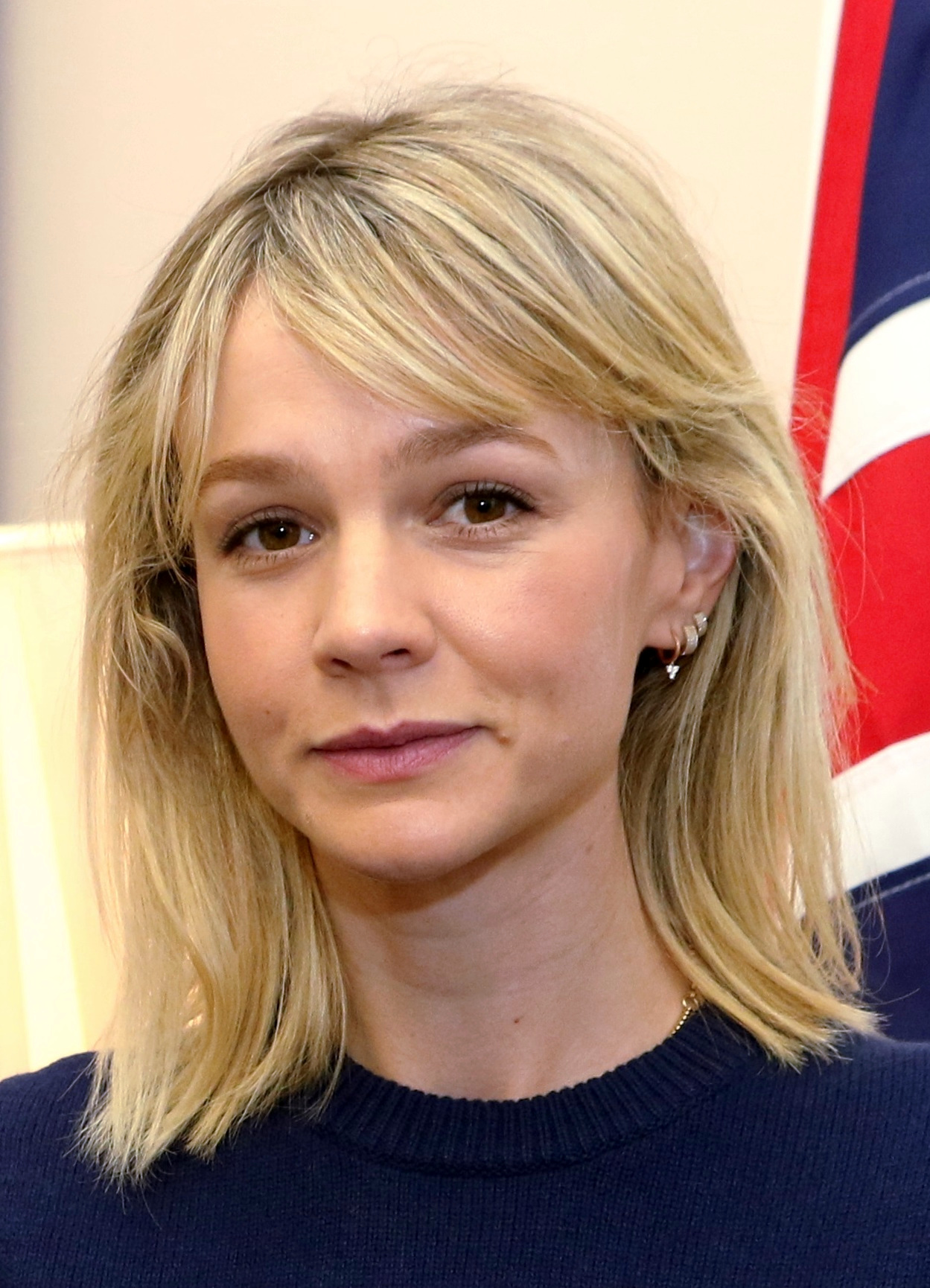
Кэри Маллиган, лучшая женская роль

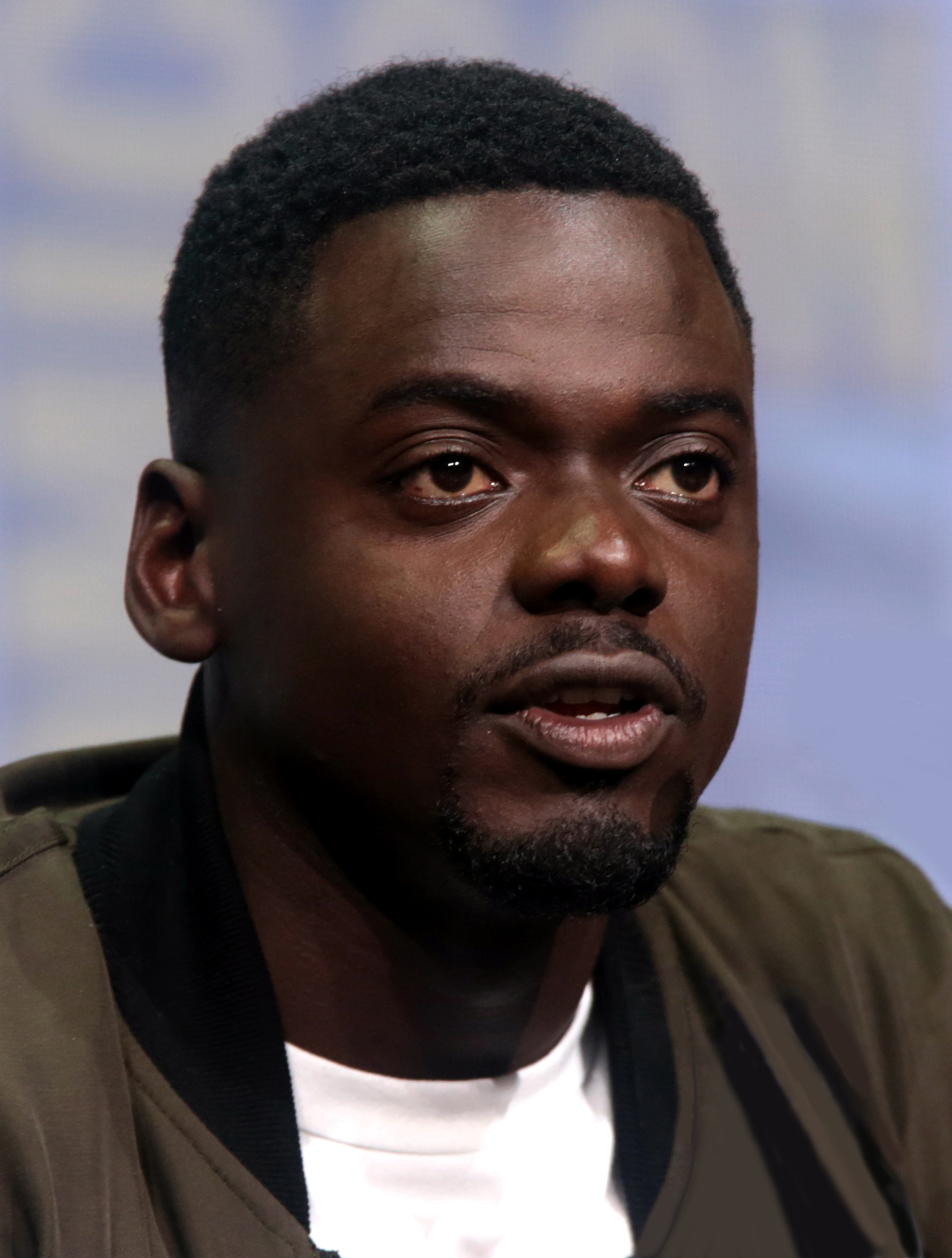
Дэниэл Калуя, лучшая мужская роль второго плана

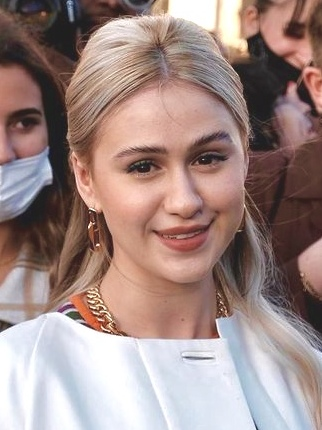
Мария Бакалова, лучшая женская роль второго плана

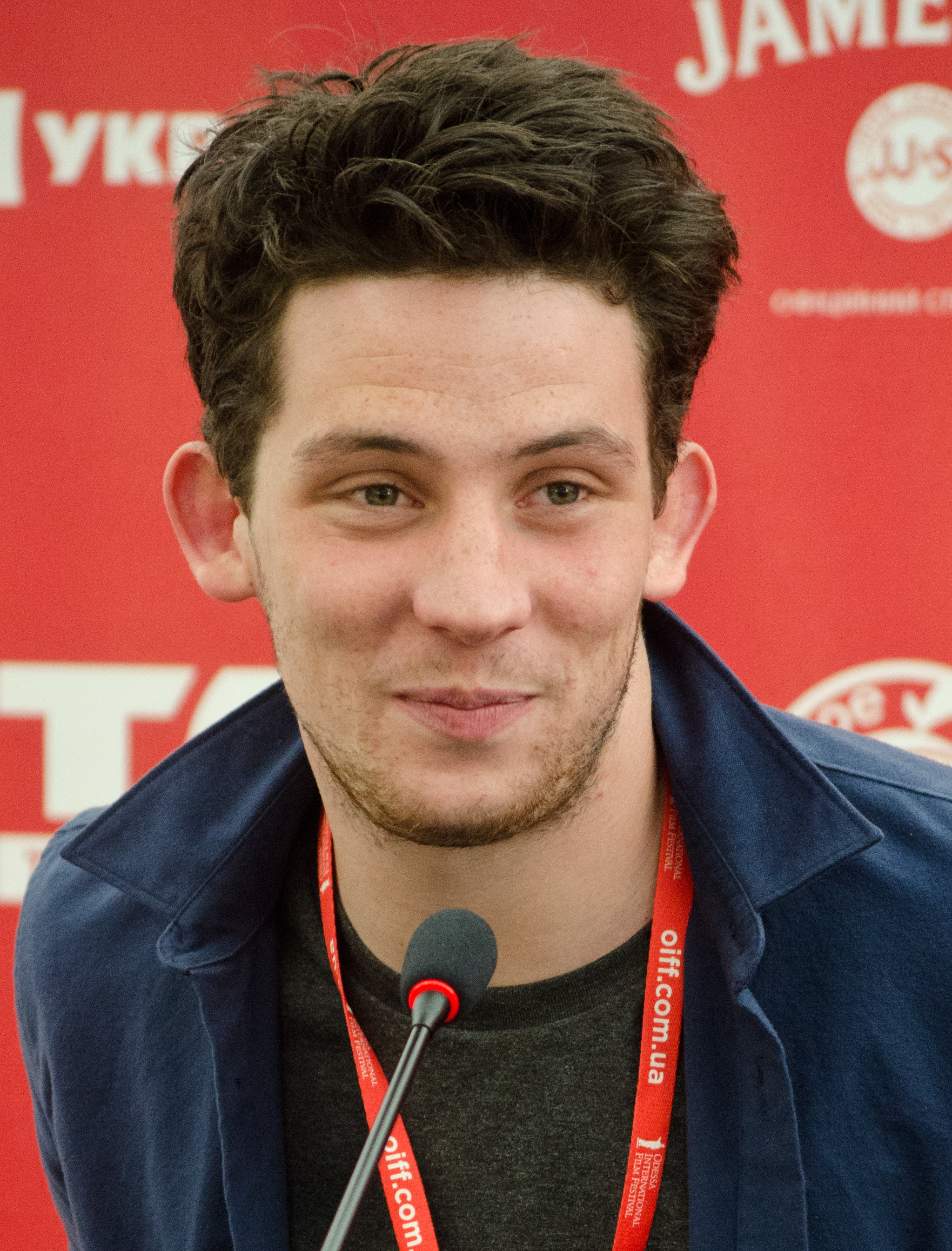
Джош О'Коннор, лучшая мужская роль в драматическом сериале

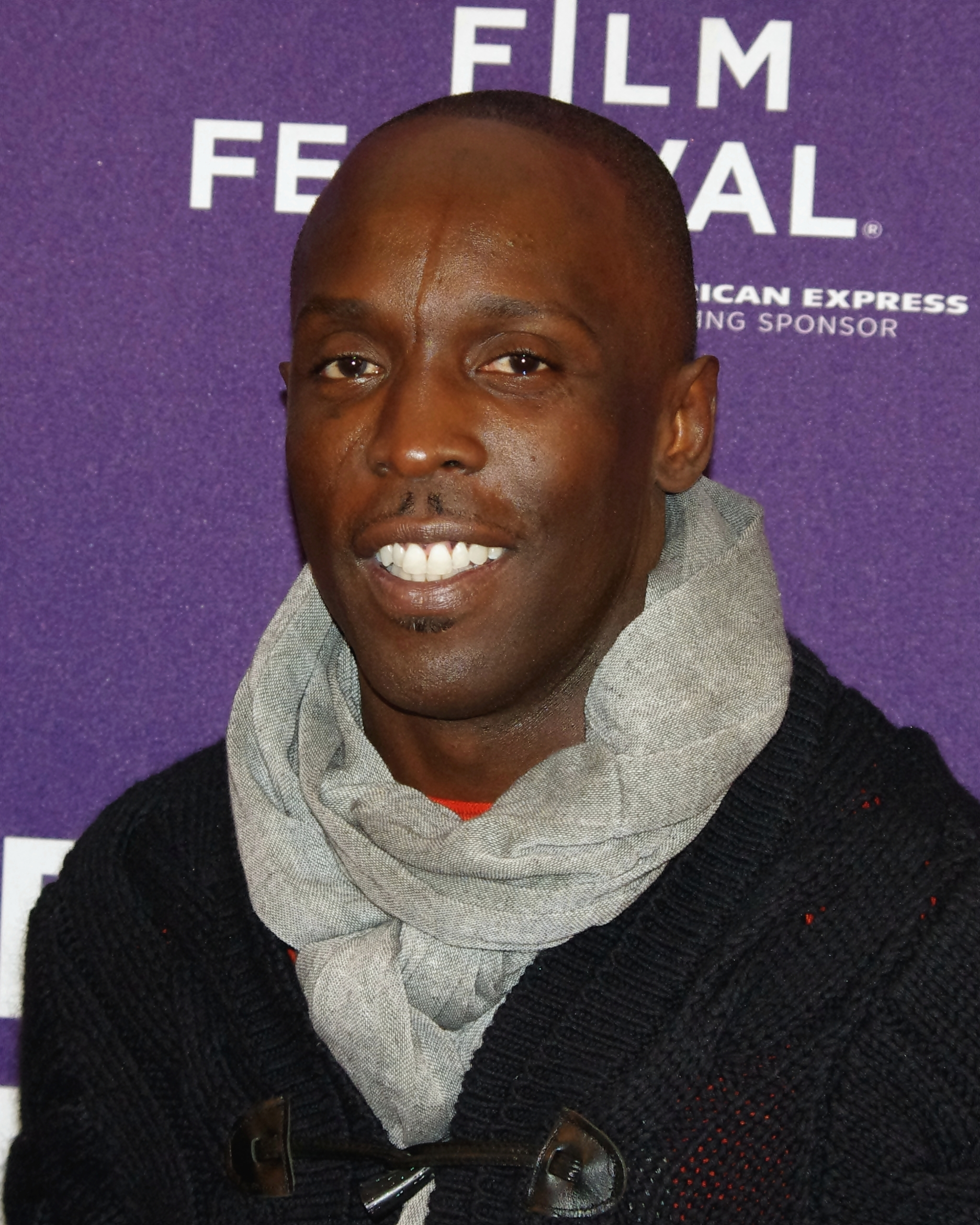
Майкл Кеннет Уильямс, лучшая мужская роль второго плана в драматическом сериале

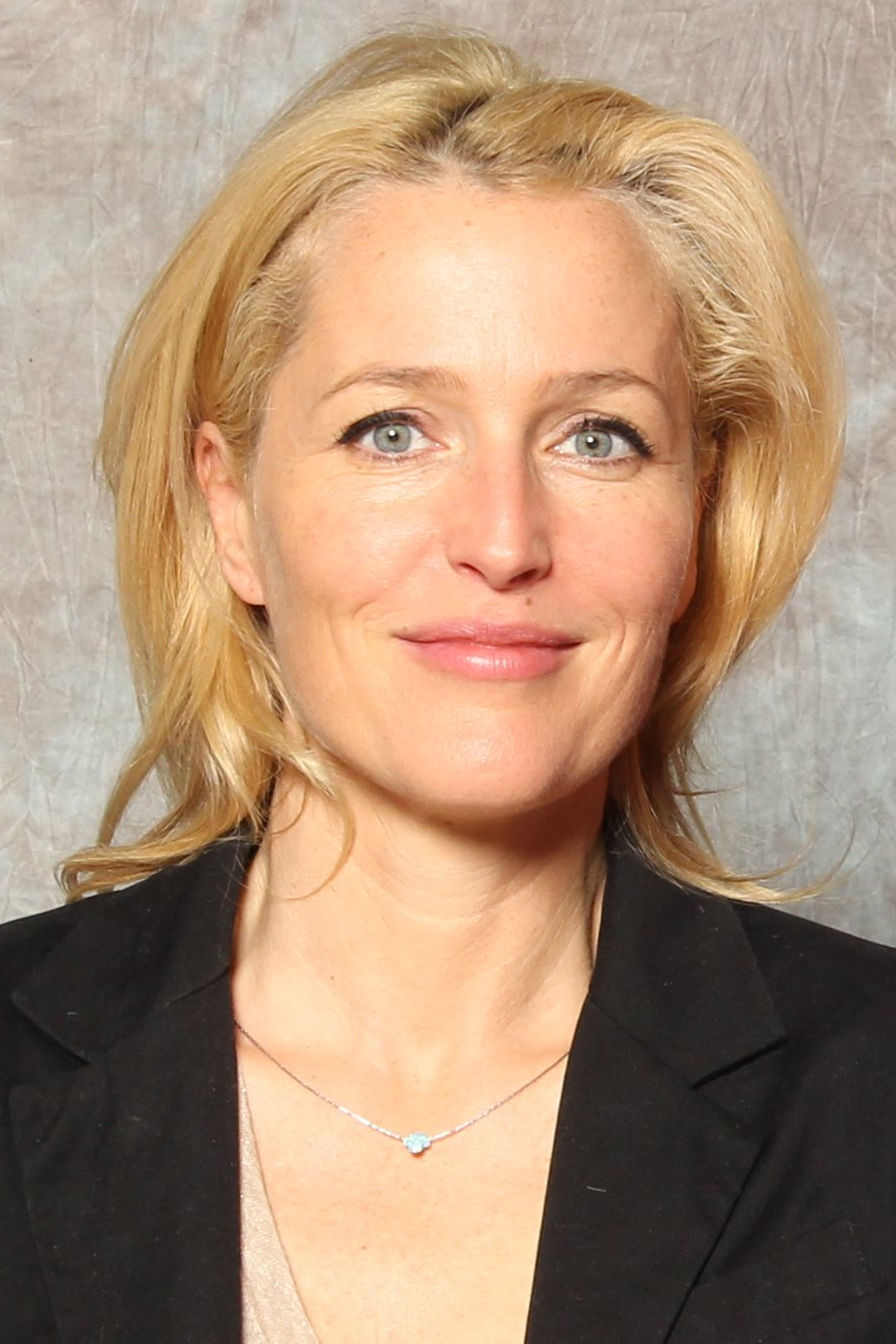
Джиллиан Андерсон, лучшая женская роль второго плана в драматическом сериале

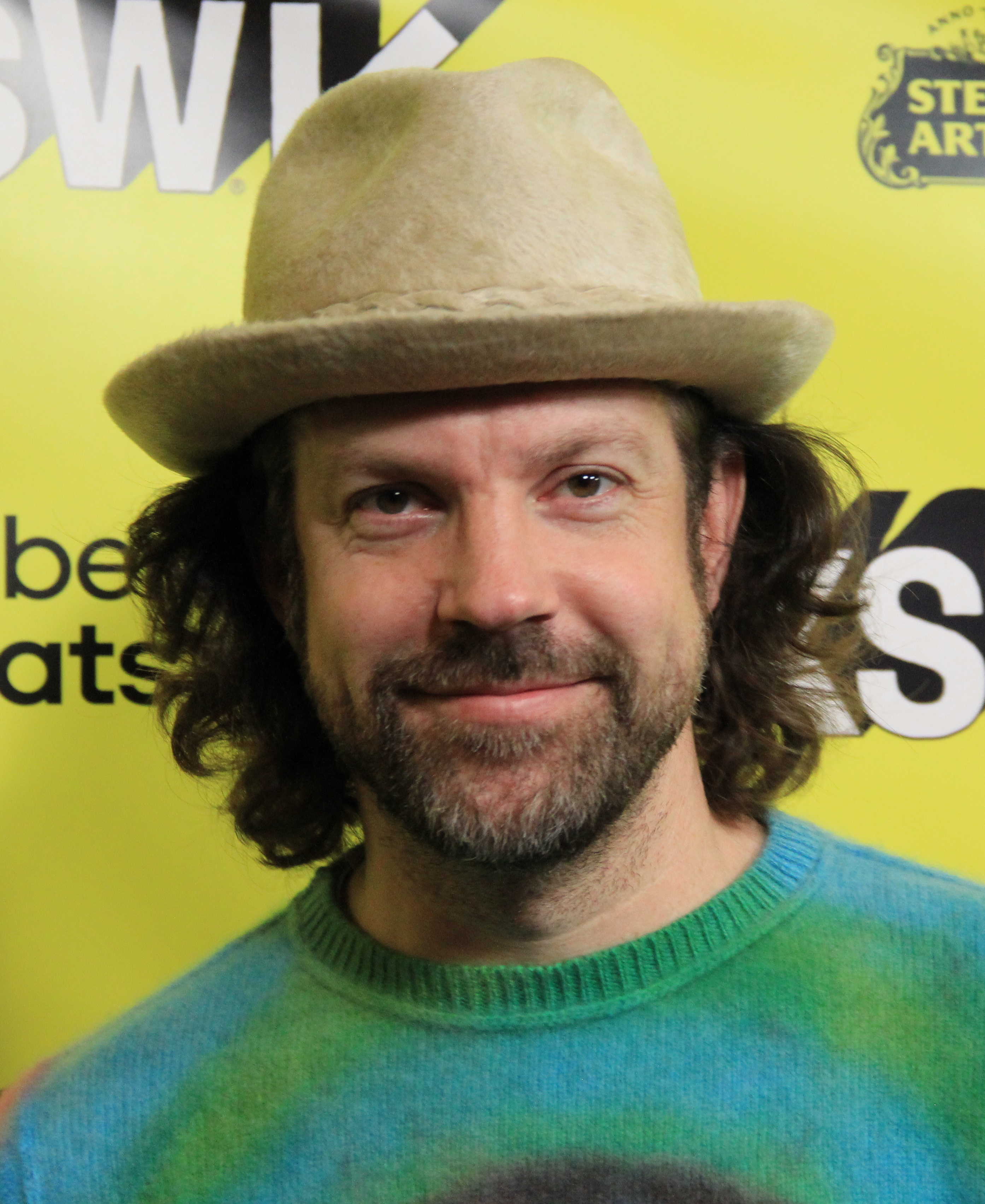
Джейсон Судейкис, лучшая мужская роль в комедийном сериале

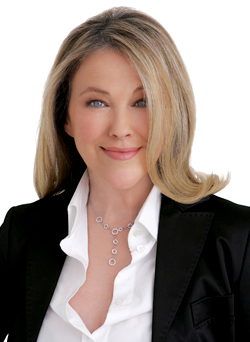
Кэтрин О'Хара, лучшая женская роль в комедийном сериале

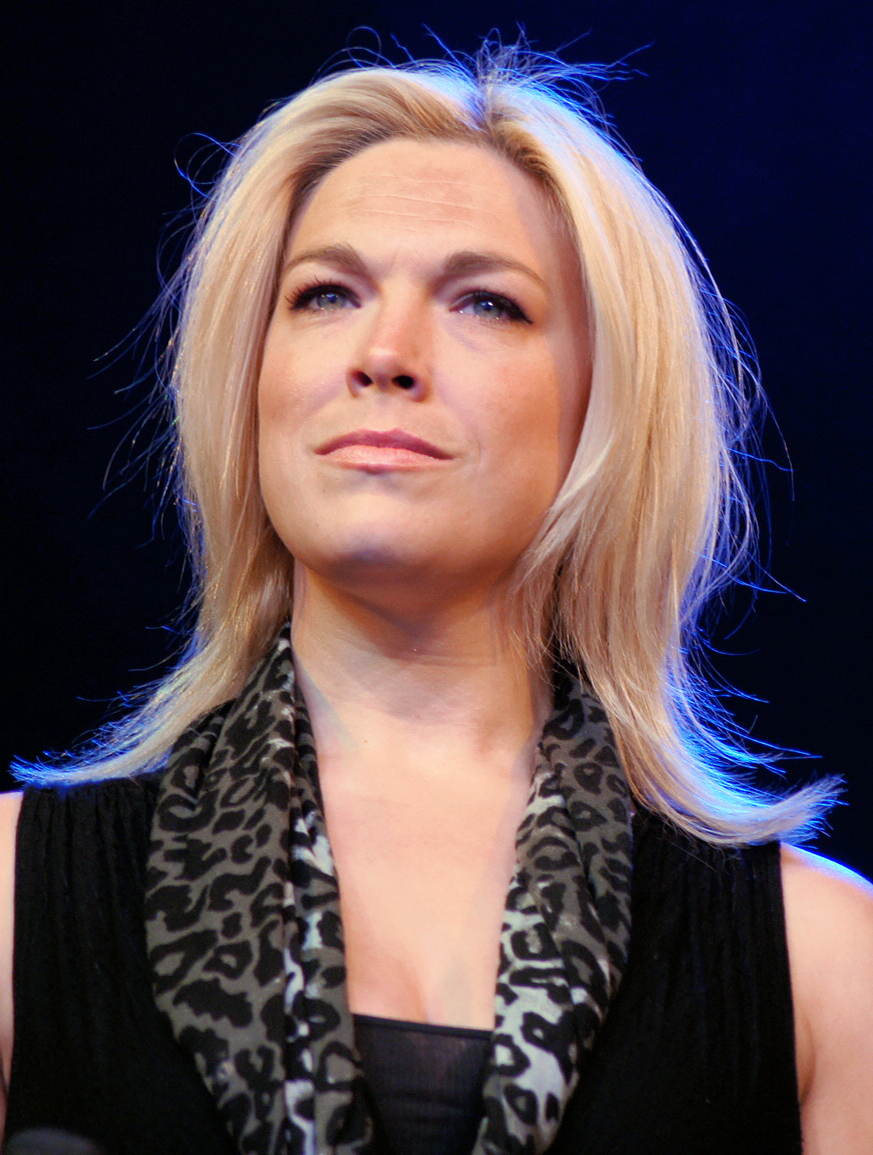
Ханна Уэддингхэм, лучшая женская роль второго плана в комедийном сериале

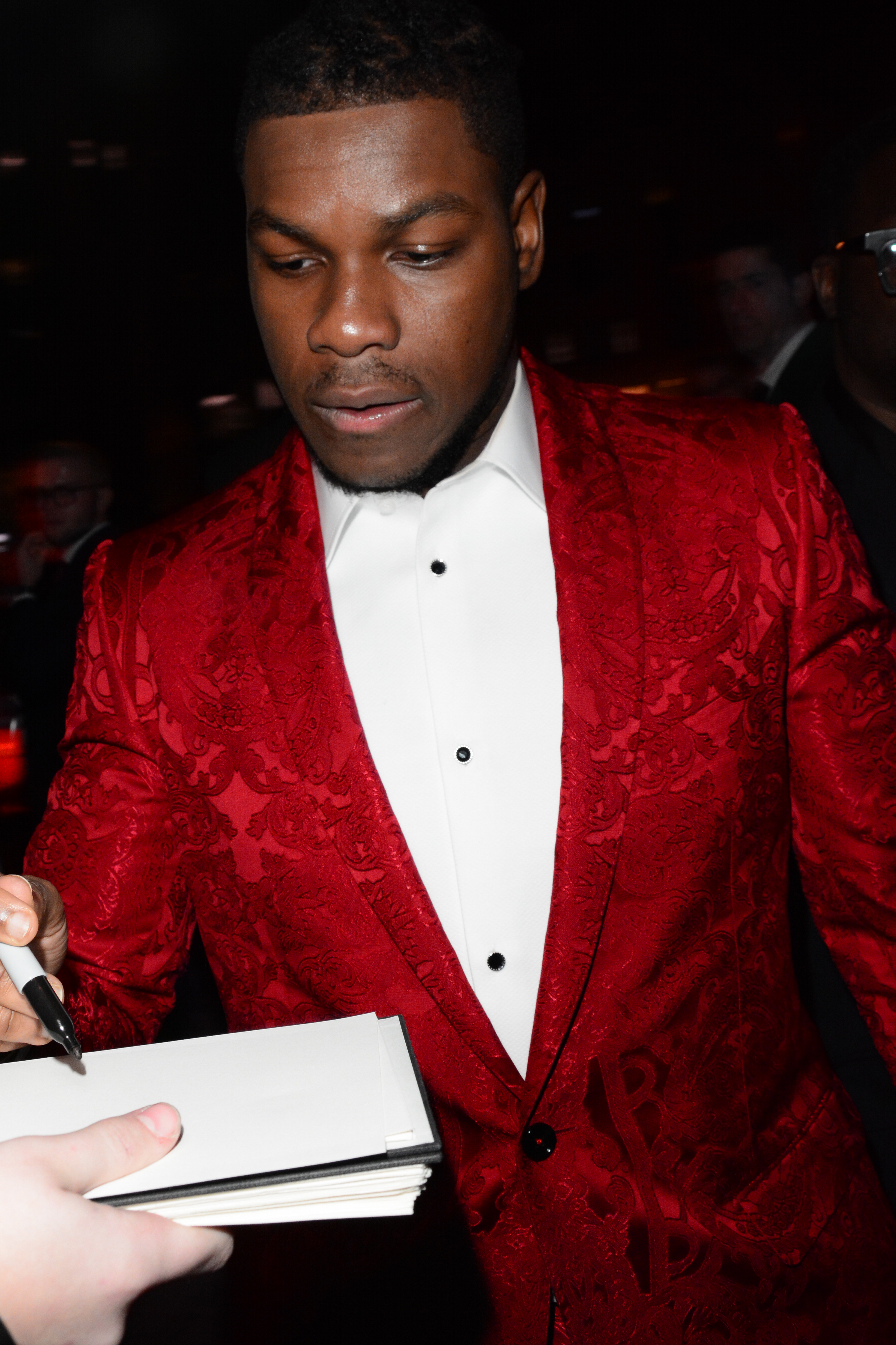
Джон Бойега, лучшая мужская роль в мини-сериале

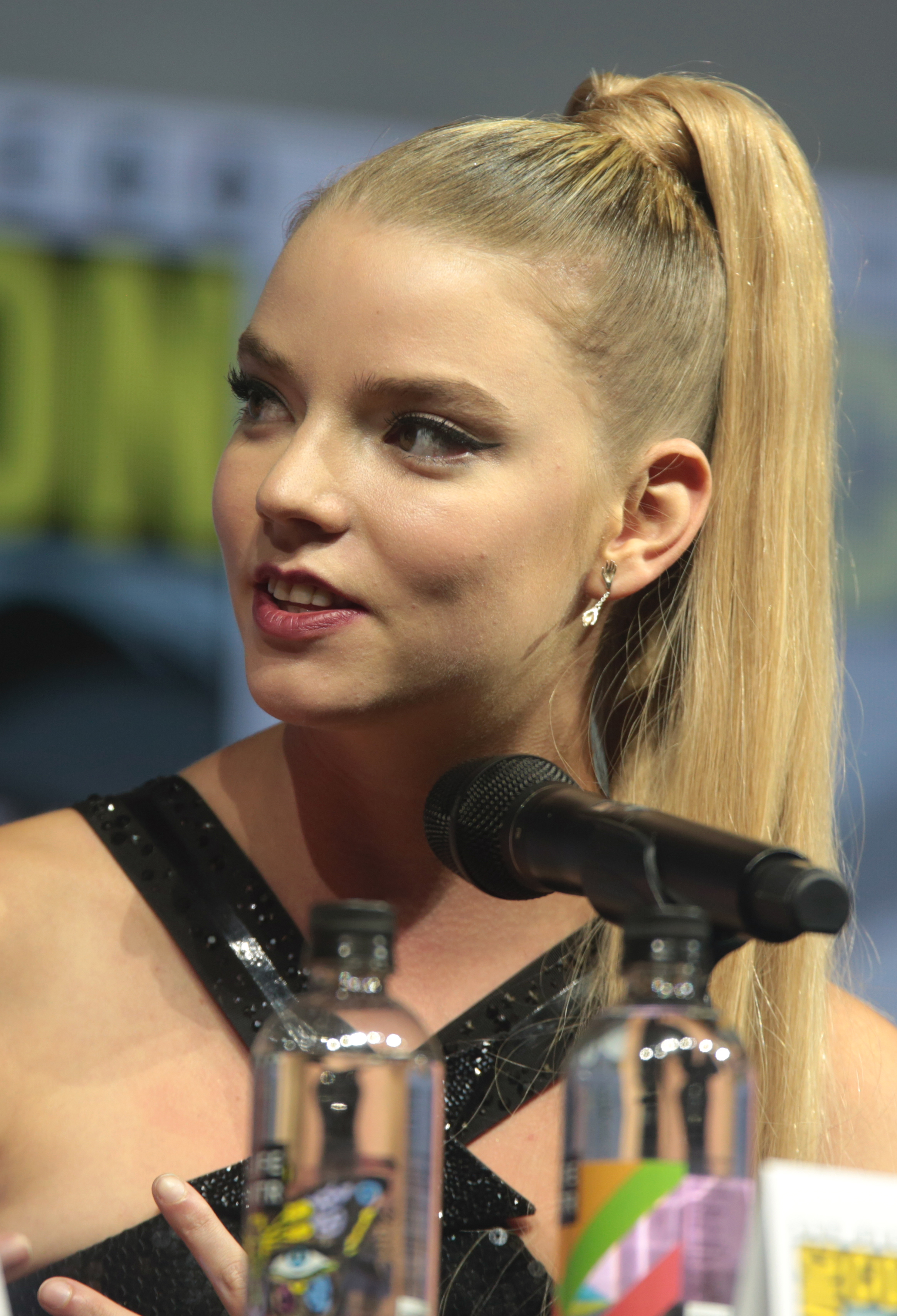
Аня Тейлор-Джой, лучшая женская роль в мини-сериале

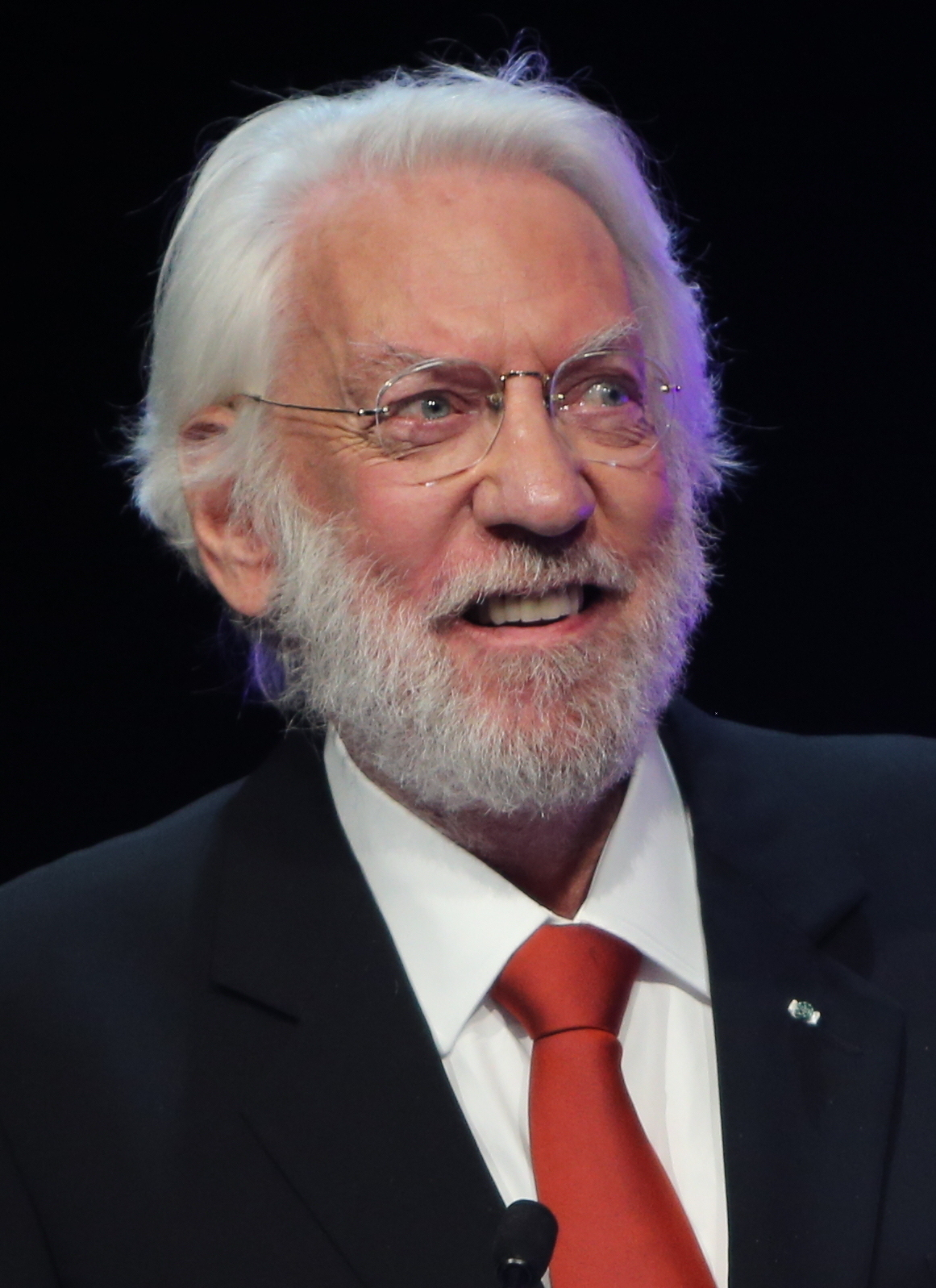
Дональд Сазерленд, лучшая мужская роль второго плана в мини-сериале

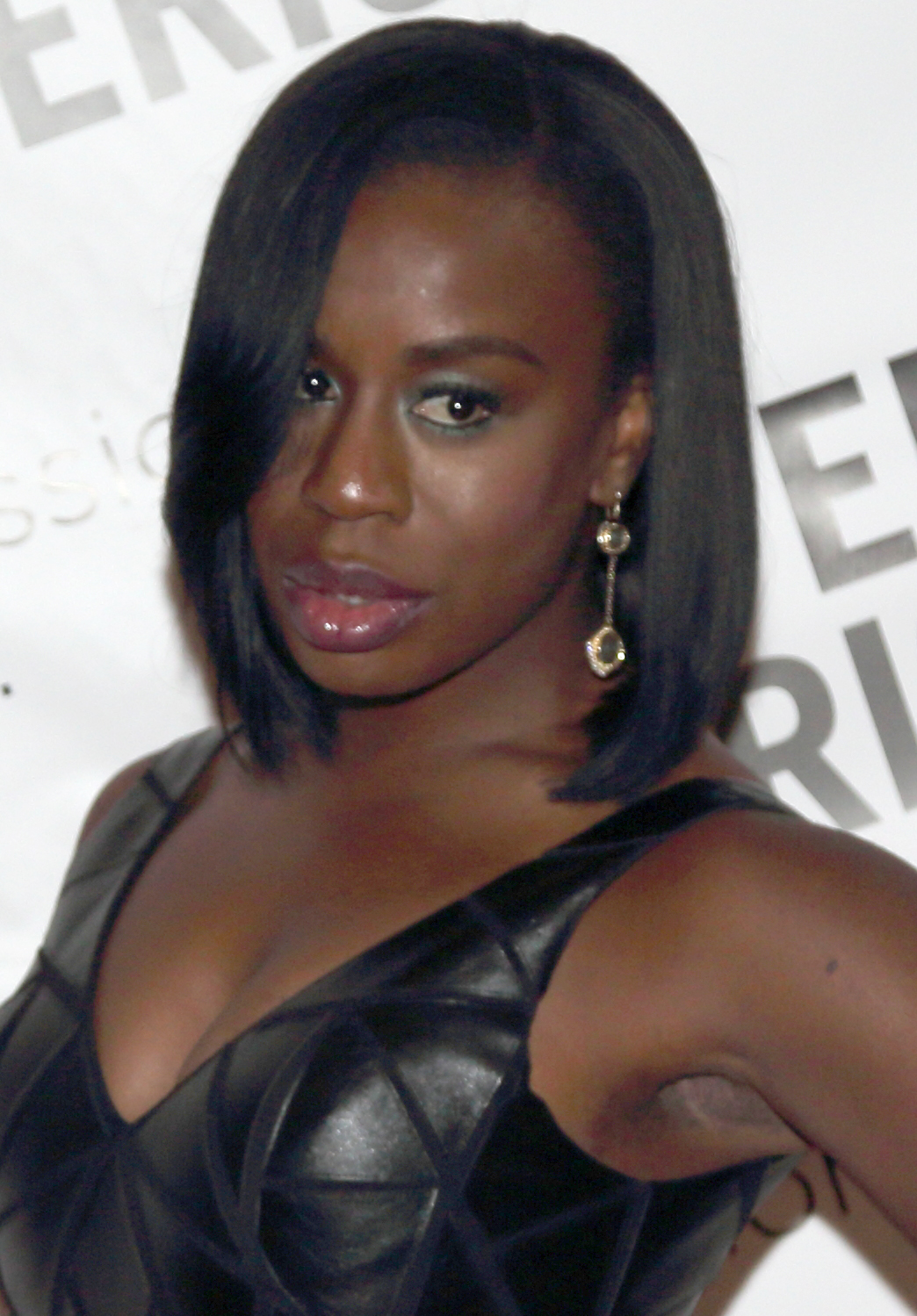
Узо Адуба, лучшая женская роль второго плана в мини-сериале

| ЛУЧШИЙ ФИЛЬМ Земля кочевников - Девушка, подающая надежды - Звук металла - Ма Рейни: Мать блюза - Манк - Минари - Новости со всех концов света - Одна ночь в Майями - Пятеро одной крови - Суд над чикагской семёркой                                                                   | ЛУЧШИЙ РЕЖИССЁР Хлоя Чжао — «Земля кочевников» - Реджина Кинг — «Одна ночь в Майями» - Спайк Ли — «Пятеро одной крови» - Аарон Соркин — «Суд над чикагской семёркой» - Эмиральд Феннел — «Девушка, подающая надежды» - Дэвид Финчер — «Манк» - Ли Айзек Чун — «Минари»                                                                                           |
| ЛУЧШАЯ МУЖСКАЯ РОЛЬ Чедвик Боузман — «Ма Рейни: Мать блюза» - Бен Аффлек — «Вне игры» - Риз Ахмед — «Звук металла» - Делрой Линдо — «Пятеро одной крови» - Гари Олдман — «Манк» - Энтони Хопкинс — «Отец» - Том Хэнкс — «Новости со всех концов света» - Стивен Ян — «Минари»           | ЛУЧШАЯ ЖЕНСКАЯ РОЛЬ Кэри Маллиган — «Девушка, подающая надежды» - Виола Дэвис — «Ма Рейни: Мать блюза» - Андра Дэй — «Соединённые Штаты против Билли Холидей» - Ванесса Кирби — «Фрагменты женщины» - Зендея — «Малькольм и Мари» - Фрэнсис Макдорманд — «Земля кочевников» - Сидни Фланиган — «Никогда, редко, иногда, всегда»                                  |
| ЛУЧШАЯ МУЖСКАЯ РОЛЬ ВТОРОГО ПЛАНА Дэниэл Калуя — «Иуда и чёрный мессия» - Саша Барон Коэн — «Суд над чикагской семёркой» - Чедвик Боузман — «Пятеро одной крови» - Билл Мюррей — «Последняя капля» - Лесли Одом мл. — «Одна ночь в Майями» - Пол Рейси — «Звук металла»                 | ЛУЧШАЯ ЖЕНСКАЯ РОЛЬ ВТОРОГО ПЛАНА Мария Бакалова — «Борат 2» - Эллен Бёрстин — «Фрагменты женщины» - Юн Ё-Джон — «Минари» - Гленн Клоуз — «Элегия Хиллбилли» - Оливия Колман — «Отец» - Аманда Сайфред — «Манк» |
| ЛУЧШИЙ МОЛОДОЙ АРТИСТ Алан С. Ким — «Минари» - Райдер Аллен — «Палмер» - Ибрахима Гуйе — «Вся жизнь впереди» - Талия Райдер — «Никогда, редко, иногда, всегда» - Кэлин Спрингэлл — «Полночное небо» - Хелена Ценгель — «Новости со всех концов света»                                   | ЛУЧШИЙ АКТЁРСКИЙ АНСАМБЛЬ Суд над чикагской семёркой - Иуда и чёрный мессия - Ма Рейни: Мать блюза - Минари - Одна ночь в Майями - Пятеро одной крови |
| ЛУЧШИЙ ОРИГИНАЛЬНЫЙ СЦЕНАРИЙ Эмиральд Феннел — «Девушка, подающая надежды» - Дариус Мардер и Абрахам Мардер — «Звук металла» - Аарон Соркин — «Суд над чикагской семёркой» - Джек Финчер — «Манк» - Элиза Хиттман — «Никогда, редко, иногда, всегда» - Ли Айзек Чун — «Минари»          | ЛУЧШИЙ АДАПТИРОВАННЫЙ СЦЕНАРИЙ Хлоя Чжао — «Земля кочевников» - Пол Гринграсс и Люк Дейвис — «Новости со всех концов света» - Кемп Пауэрс — «Одна ночь в Майями» - Джонатан Рэймонд и Келли Райхардт — «Первая корова» - Рубен Сантьяго-Хадсон — «Ма Рейни: Мать блюза» - Флориан Зеллер и Кристофер Хэмптон — «Отец»                                            |
| ЛУЧШАЯ ОПЕРАТОРСКАЯ РАБОТА Джошуа Джеймс Ричардс — «Земля кочевников» - Крис Бловелт — «Первая корова» - Эрик Мессершмидт — «Манк» - Лачлан Милн — «Минари» - Ньютон Томас Сигел — «Пятеро одной крови» - Хойте Ван Хойтема — «Довод» - Дариуш Вольски — «Новости со всех концов света» | ЛУЧШИЙ МОНТАЖ Алан Баумгартен — «Суд над чикагской семёркой» и Миккел И.Г. Нилсен — «Звук металла» - Кирк Бакстер — «Манк» - Дженнифер Лэйм — «Довод» - Йоргос Лампринос — «Отец» - Хлоя Чжао — «Земля кочевников» |
| ЛУЧШИЙ ДИЗАЙН КОСТЮМОВ Энн Рот — «Ма Рейни: Мать блюза» - Александра Бирн — «Эмма» - Сабина Дайгелер — «Мулан» - Сьюзи Харман и Роберт Уорли — «История Дэвида Копперфильда» - Нэнси Стейнер — «Девушка, подающая надежды» - Триш Саммервилл — «Манк»                                   | ЛУЧШАЯ РАБОТА ХУДОЖНИКА-ПОСТАНОВЩИКА Дональд Грэм Берт и Джен Паскаль — «Манк» - Кристина Касали и Шарлотта Уоттс — «История Дэвида Копперфильда» - Дэвид Крэнк и Элизабет Кинэн — «Новости со всех концов света» - Нэйтан Краули и Кэти Лукас — «Довод» - Стелла Фокс и Кейв Куинн — «Эмма» - Карен О'Хара, Марк Рикер и Диана Стоутон — «Ма Рейни: Мать блюза» |
| ЛУЧШАЯ МУЗЫКА К ФИЛЬМУ Джон Батист, Трент Резнор и Аттикус Росс — «Душа» - Людвиг Горанссон — «Довод» - Александр Деспла — «Полночное небо» - Эмиль Моссери — «Минари» - Джеймс Ньютон Ховард — «Новости со всех концов света» - Трент Резнор и Аттикус Росс — «Манк»                   | ЛУЧШАЯ ПЕСНЯ К ФИЛЬМУ «Speak Now» — «Одна ночь в Майями» - «Everybody Cries» — «Форпост» - «Fight For You» — «Иуда и чёрный мессия» - «Husavik (My Home Town)» — «Музыкальный конкурс Евровидение: История группы Fire Saga» - «Io Si (Seen)» — «Вся жизнь впереди» - «Tigress & Tweed» — «Соединённые Штаты против Билли Холидей»                               |
| ЛУЧШИЙ ГРИМ И ПРИЧЁСКИ Ма Рейни: Мать блюза - Девушка, подающая надежды - Манк - Соединённые Штаты против Билли Холидей - Элегия Хиллбилли - Эмма | ЛУЧШИЕ ВИЗУАЛЬНЫЕ ЭФФЕКТЫ Довод - Грейхаунд - Манк - Мулан - Полночное небо - Человек-невидимка - Чудо-женщина: 1984 |
| ЛУЧШАЯ КОМЕДИЯ Зависнуть в Палм-Спрингс - Борат 2 - Выпускной - Король Стейтен-Айленда - Последняя капля - Сорокалетняя я | ЛУЧШИЙ ФИЛЬМ НА ИНОСТРАННОМ ЯЗЫКЕ Минари (Minari) — США - Ещё по одной (Druk) — Дания/Нидерланды/Швеция - Коллектив (Colectiv) — Румыния/Люксембург - Ла Йорона (La llorona) — Гватемала - Вся жизнь впереди (La vita davanti a sé) — Италия - Ты и я (Deux) — Франция                                                                                           |

### СЕРИАЛЫ
| ЛУЧШИЙ ДРАМАТИЧЕСКИЙ СЕРИАЛ Корона - Лучше звоните Солу - Мандалорец - Озарк - Перри Мейсон - Страна Лавкрафта - Хорошая борьба - Это мы | |
| ЛУЧШАЯ МУЖСКАЯ РОЛЬ В ДРАМАТИЧЕСКОМ СЕРИАЛЕ Джош О'Коннор — «Корона» - Джейсон Бейтман — «Озарк» - Стерлинг К. Браун — «Это мы» - Джонатан Мэйджерс — «Страна Лавкрафта» - Боб Оденкёрк — «Лучше звоните Солу» - Мэттью Риз — «Перри Мейсон»                                                                | ЛУЧШАЯ ЖЕНСКАЯ РОЛЬ В ДРАМАТИЧЕСКОМ СЕРИАЛЕ Эмма Коррин — «Корона» - Кристин Барански — «Хорошая борьба» - Клэр Дэйнс — «Родина» - Оливия Колман — «Корона» - Лора Линни — «Озарк» - Джерни Смоллетт — «Страна Лавкрафта»                                                                         |
| ЛУЧШАЯ МУЖСКАЯ РОЛЬ ВТОРОГО ПЛАНА В ДРАМАТИЧЕСКОМ СЕРИАЛЕ Майкл Кеннет Уильямс — «Страна Лавкрафта» - Джонатан Бэнкс — «Лучше звоните Солу» - Джон Литгоу — «Перри Мейсон» - Тобайас Мензис — «Корона» - Том Пелфри — «Озарк» - Джастин Хартли — «Это мы»                                                   | ЛУЧШАЯ ЖЕНСКАЯ РОЛЬ ВТОРОГО ПЛАНА В ДРАМАТИЧЕСКОМ СЕРИАЛЕ Джиллиан Андерсон — «Корона» - Джулия Гарнер — «Озарк» - Джанет Мактир — «Озарк - Вунми Мосаку — «Страна Лавкрафта» - Рэй Сихорн — «Лучше звоните Солу» - Синтия Эриво — «Чужак»                                                        |
| ЛУЧШИЙ КОМЕДИЙНЫЙ СЕРИАЛ Тед Лассо - 4лен - Бортпроводница - Всё к лучшему - Мамаша - Рами - Чем мы заняты в тени - Шиттс Крик | |
| ЛУЧШАЯ МУЖСКАЯ РОЛЬ В КОМЕДИЙНОМ СЕРИАЛЕ Джейсон Судейкис — «Тед Лассо» - Хэнк Азария — «Брокмайр» - Мэтт Берри — «Чем мы заняты в тени» - Юджин Леви — «Шиттс Крик» - Николас Холт — «Великая» - Рами Юссеф — «Рами»                                                                                       | ЛУЧШАЯ ЖЕНСКАЯ РОЛЬ В КОМЕДИЙНОМ СЕРИАЛЕ Кэтрин О'Хара — «Шиттс Крик» - Памела Адлон — «Всё к лучшему» - Натасия Деметриу — «Чем мы заняты в тени» - Кэйли Куоко — «Бортпроводница» - Исса Рэй — «Белая ворона» - Кристина Эпплгейт — «Прощай навсегда»                                           |
| ЛУЧШАЯ МУЖСКАЯ РОЛЬ ВТОРОГО ПЛАНА В КОМЕДИЙНОМ СЕРИАЛЕ Дэн Леви — «Шиттс Крик» - Харви Гильен — «Чем мы заняты в тени» - Алекс Ньюэлл — «Необыкновенный плейлист Зои» - Марк Прокш — «Чем мы заняты в тени» - Эндрю Рэннеллс — «Чёрный понедельник» - Уильям Фикхтнер — «Мамаша»                            | ЛУЧШАЯ ЖЕНСКАЯ РОЛЬ ВТОРОГО ПЛАНА В КОМЕДИЙНОМ СЕРИАЛЕ Ханна Уэддингхэм — «Тед Лассо» - Алисия Горансон — «Коннеры» - Энни Мерфи — «Шиттс Крик» - Рита Морено — «Живём сегодняшним днём» - Эшли Пак — «Эмили в Париже» - Джейми Прессли — «Мамаша»                                                |
| ЛУЧШИЙ МИНИ-СЕРИАЛ Ход королевы - Голос перемен - Заговор против Америки - Миссис Америка - Неортодоксальная - Нормальные люди - Отыграть назад - Я могу уничтожить тебя | ЛУЧШИЙ ТЕЛЕВИЗИОННЫЙ ФИЛЬМ Гамильтон - The Clark Sisters: Первые леди госпела - Безупречный - Любовь Сильвии - Между миром и мной - Что для меня значит Конституция |
| ЛУЧШАЯ МУЖСКАЯ РОЛЬ В МИНИ-СЕРИАЛЕ ИЛИ ТЕЛЕВИЗИОННОМ ФИЛЬМЕ Джон Бойега — «Голос перемен» - Хью Грант — «Отыграть назад» - Пол Мескал — «Нормальные люди» - Крис Рок — «Фарго» - Марк Руффало — «Я знаю, что это правда» - Морган Спектор — «Заговор против Америки»                                        | ЛУЧШАЯ ЖЕНСКАЯ РОЛЬ В МИНИ-СЕРИАЛЕ ИЛИ ТЕЛЕВИЗИОННОМ ФИЛЬМЕ Аня Тейлор-Джой — «Ход королевы» - Кейт Бланшетт — «Миссис Америка» - Михаэла Коэл — «Я могу уничтожить тебя» - Тесса Томпсон — «Любовь Сильвии» - Шира Хаас — «Неортодоксальная» - Дэйзи Эдгар-Джонс — «Нормальные люди»             |
| ЛУЧШАЯ МУЖСКАЯ РОЛЬ ВТОРОГО ПЛАНА В МИНИ-СЕРИАЛЕ ИЛИ ТЕЛЕВИЗИОННОМ ФИЛЬМЕ Дональд Сазерленд — «Отыграть назад» - Джошуа Калеб Джонсон — «Птица доброго господа» - Давид Диггс — «Птица доброго господа» - Дилан МакДермотт — «Голливуд» - Глинн Тёрмен — «Фарго» - Джон Туртурро — «Заговор против Америки» | ЛУЧШАЯ ЖЕНСКАЯ РОЛЬ ВТОРОГО ПЛАНА В МИНИ-СЕРИАЛЕ ИЛИ ТЕЛЕВИЗИОННОМ ФИЛЬМЕ Узо Адуба — «Миссис Америка» - Бетси Брандт — «Родственные души» - Марго Мартиндейл — «Миссис Америка» - Вайнона Райдер — «Заговор против Америки» - Трейси Ульман — «Миссис Америка» - Мариэль Хеллер — «Ход королевы» |

### #SeeHer Award
Зендея

## Список лауреатов и номинаций
| Номинации | Фильм                                  |
| --------- | -------------------------------------- |
| 12        | Манк                                   |
| 10        | Минари                                 |
| 8         | Ма Рейни: Мать блюза                   |
| 7         | Новости со всех концов света           |
| 6         | Девушка, подающая надежды              |
| 6         | Земля кочевников                       |
| 6         | Одна ночь в Майями                     |
| 6         | Пятеро одной крови                     |
| 6         | Суд над чикагской семёркой             |
| 5         | Довод                                  |
| 5         | Звук металла                           |
| 4         | Отец                                   |
| 3         | Вся жизнь впереди                      |
| 3         | Иуда и чёрный мессия                   |
| 3         | Никогда, редко, иногда, всегда         |
| 3         | Полночное небо                         |
| 3         | Соединённые Штаты против Билли Холидей |
| 3         | Эмма                                   |
| 2         | Борат 2                                |
| 2         | История Дэвида Копперфильда            |
| 2         | Мулан                                  |
| 2         | Первая корова                          |
| 2         | Последняя капля                        |
| 2         | Фрагменты женщины                      |
| 2         | Элегия Хиллбилли                       |

| Награды | Фильм                      |
| ------- | -------------------------- |
| 4       | Земля кочевников           |
| 3       | Ма Рейни: Мать блюза       |
| 2       | Девушка, подающая надежды  |
| 2       | Минари                     |
| 2       | Суд над чикагской семёркой |

| Номинации | Сериал / Телевизионный фильм |
| --------- | ---------------------------- |
| 6         | Корона                       |
| 6         | Озарк                        |
| 5         | Миссис Америка               |
| 5         | Страна Лавкрафта             |
| 5         | Чем мы заняты в тени         |
| 5         | Шиттс Крик                   |
| 4         | Заговор против Америки       |
| 4         | Лучше звоните Солу           |
| 3         | Мамаша                       |
| 3         | Нормальные люди              |
| 3         | Отыграть назад               |
| 3         | Перри Мейсон                 |
| 3         | Тед Лассо                    |
| 3         | Ход королевы                 |
| 3         | Это мы                       |
| 2         | Бортпроводница               |
| 2         | Всё к лучшему                |
| 2         | Голос перемен                |
| 2         | Любовь Сильвии               |
| 2         | Неортодоксальная             |
| 2         | Птица доброго господа        |
| 2         | Рами                         |
| 2         | Фарго                        |
| 2         | Хорошая борьба               |
| 2         | Я могу уничтожить тебя       |

| Награды | Сериал / Телевизионный фильм |
| ------- | ---------------------------- |
| 4       | Корона                       |
| 3       | Тед Лассо                    |
| 2       | Ход королевы                 |
| 2       | Шиттс Крик                   |